# پوغوس بک-پیرومیان
پوغوس-بک کارامانی پیرومیان (ارمنی: Պողոս-Բեկ Կարամանի Փիրումյան; انگلیسی: Poghos Bek-Pirumyan؛ ۸ ژوئن ۱۸۵۶ – ۱۹ ژانویهٔ ۱۹۲۱) یک فرد نظامی اهل ارمنستان که سرهنگ ارتش امپراتوری روسیه در جنگ جهانی اول بود. وی در نبرد سارداراباد فرماندهی نمود.

## نشان‌ها
- مدال ست استانیلائوس, درجه سوم (۱۸۸۱)
- نشان آنای مقدس (سنت آنا), درجه چهارم (۱۸۸۲)
- نشان آنای مقدس (سنت آنا), درجه سوم (۱۸۸۲)
- Order of Saint Stanislaus, درجه دوم (۱۹۰۱)
- مدال سنت ولادیمیر, درجه چهارم (۱۹۰۴)
- نشان سنت جورج, درجه سوم (۱۹۰۸)
- نشان آنای مقدس (سنت آنا), درجه دوم (۱۹۰۹)
- مدال سنت ولادیمیر, درجه سوم (۱۹۱۶)
- مدال شمشیر طلا برای شجاعت
- Medal "For the capture of Geok-Tepe" (۱۸۸۱)
- نشان افتخار شیر و خورشید, درجه سوم